# Mesoleius varicoxa
Mesoleius varicoxa là một loài tò vò trong họ Ichneumonidae.